# Cesáreo Guillermo
Cesáreo Guillermo y Bastardo (8 de março de 1847 — 8 de novembro de 1885) foi presidente da República Dominicana em 1878 e em 1879.
Seus pais eram Pedro Guillermo e Rosalía Bastardo.
Entrou para o exército dominicano aos dezesseis anos.